# Earle Meadows
Earle Meadows (Corinth, Estados Unidos, 29 de junio de 1913-11 de noviembre de 1992) fue un atleta estadounidense, especialista en la prueba de salto con pértiga en la que llegó a ser campeón olímpico en 1936.

## Carrera deportiva
En los JJ. OO. de Berlín 1936 ganó la medalla de oro en el salto con pértiga, con un salto por encima de 4.35 metros, superando en el podio a los japoneses Shuhei Nishida (plata con 4.25 m) y Sueo Ōe (bronce también con 4.25 pero en más intentos).